# Stierenoffer-altaar van Tain-l’Hermitage

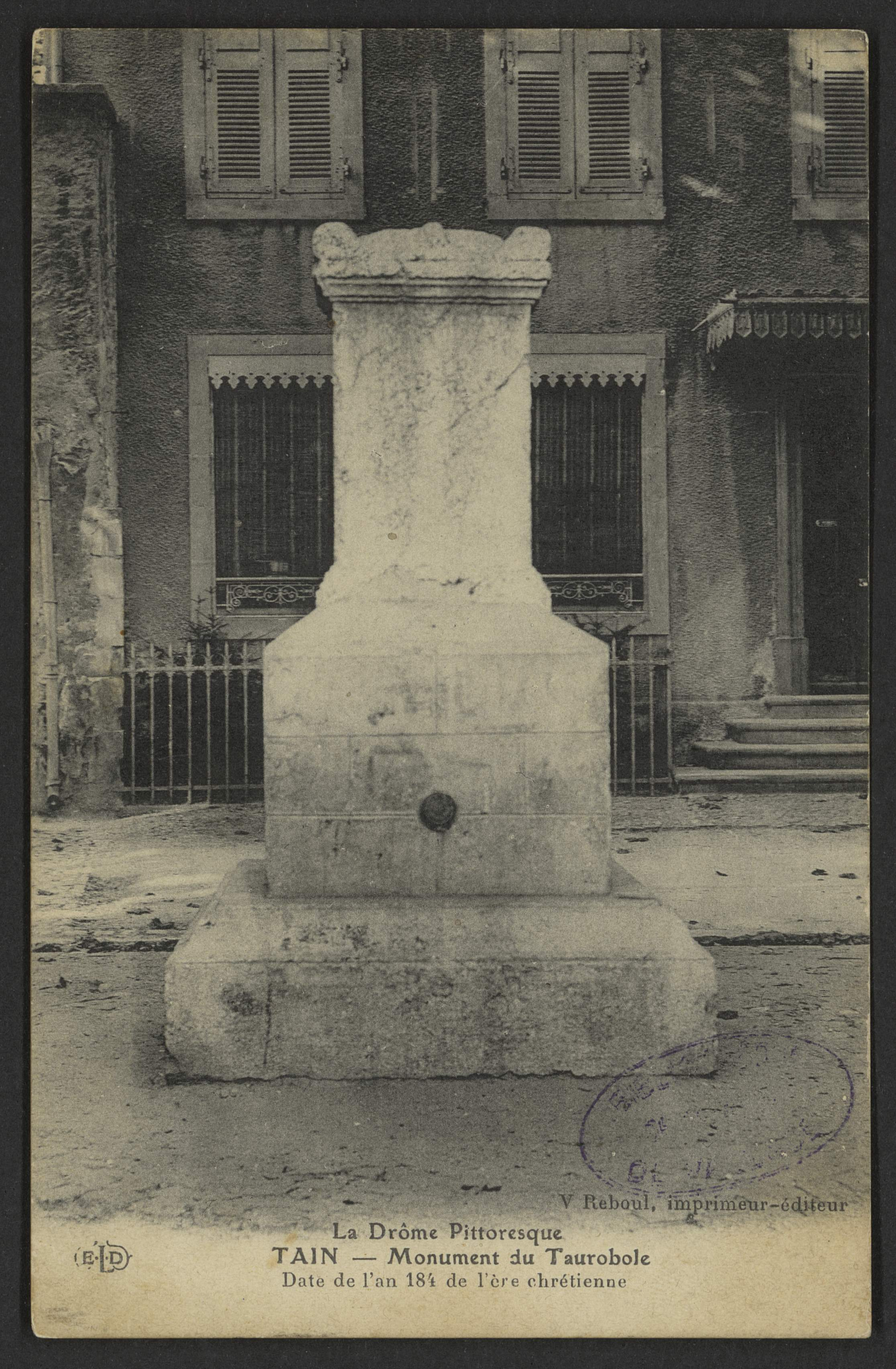
Stierenoffer-altaar in Tain-l'Hermitage, Frankrijk

Het stierenoffer-altaar van Tain-l'Hermitage (184) is een Romeins monument in het dorp Tain-l'Hermitage, in het Frans departement Drôme. Tain-l'Hermitage ligt op de linkeroever van de Rhône, tussen Vienne in het noorden en Valence in het zuiden.

## Historiek
De datering is van het jaar 184. De inscriptie in het Latijn geeft aan dat het taurobolium of stierenoffer plaats vond ter ere van Lucius Aurelius Commodus, keizer in de 2e eeuw na Christus. De inscriptie geeft verder aan dat het inwoners van Lyon (Latijn: Lugdunum) waren die het stierenoffer uitvoerden. Tain-l’Hermitage (Latijn: Tegna) lag evenwel niet bij Lyon, maar in het gebied van de Allobroges met als hoofdstad Vienne. Tegna lag in de meest zuidelijke uithoek van de Civitas van Vienne. Het was slechts een kleine nederzetting van Gallo-Romeinen. Historici legden de relatie met Lyon uit als volgt: ofwel sleepten de Romeinen het monument van Lyon naar Tegna; ofwel leed er een schip schipbreuk op de Rhône en geraakte het monument nooit in Lyon.
Het stierenoffer werd uitgevoerd in het kader van de cultus van Cybele. De verering van Cybele was verspreid in de Rhônevallei tijdens het Romeinse Keizerrijk.
In de 16e eeuw dook de altaarsteen op in de kapel van de kluizenaar bovenop de heuveltop van Tain-l’Hermitage. Hermitage betekent in het Frans overigens kluis van een kluizenaar. De bewering van pastoor Chalieu dat op de heuveltop ooit een Romeins heiligdom stond, bleek later onjuist te zijn.
In de 19e eeuw werd de kapel afgebroken om plaats te maken voor een nieuwe versie. In 1840 werd het stierenoffer-altaar erkend als monument historique van Frankrijk. Sinds 1840 bevindt het altaarmonument zich beneden aan de heuvel in het dorpscentrum. Het plein werd genoemd Place du Taurobole of Plein van het Taurobolium. Het altaarmonument bevindt zich op het plein aan de kant van de Avenue Jean Jaurès.